# Azpimarra
Azpimarra es un programa presentado por Maddalen Iriarte, Ilaski Serrano, Iban Garate y Asier Odriozola que tiene como objetivo subrayar la actualidad haciendo uso del análisis y de debates. Su emisión es de lunes a viernes, de 16:15 a 18:15 y se emite en el canal ETB1. 
En las 2 horas que dura el magazin se tratan muy diversos temas y son varios los colaboradores que aportan su granito de arena a este espacio televisivo que trata de analizar la actualidad tanto en el País Vasco como fuera de él desde la perspectiva de esta comunidad autónoma.